# Didascalia
En teatro, la didascalia (del griego antiguo, διδασκαλία «enseñanza») o acotación son las instrucciones precisas que da el  dramaturgo al actor en una obra escrita, advirtiendo y explicando todo lo relativo a la acción o movimiento de los personajes para la correcta representación de la escena.
Aunque ambos términos son sinónimos, algunos autores diferencian la didascalia como una referencia exclusiva a la puesta en escena, mientras que la acotación tiene un significado más amplio. En el teatro moderno a veces se usa el término blocking (del inglés, /blɑkɪŋ/) con el mismo significado.

## Historia

### Teatro griego antiguo
En la antigua Grecia, generalmente era un mismo practicante de teatro quien dirigía y actuaba una obra, por lo que la existencia de acotaciones era nula. Aunque sí existía la didascalia (del griego antiguo, διδασκαλία), tenía otro significado. Didascalia era la «enseñanza» de un ditirambo, comedia o tragedia al coro y a los actores que iban a representar una obra, dirigida por el dramaturgo (o su representante). La palabra se usó para designar el registro oficial de una representación dramática, donde constaba el nombre del festival en el que la obra se representaba y el del arconte epónimo; ("mando" o "dirigencia"), en el caso del teatro, los nombres de los dramaturgos en orden de éxito (el teatro era siempre una competición), y de las obras que cada dramaturgo registraba; los nombres de los protagonistas, el mejor actor y el corego de la obra ganadora; en caso de concursos de ditirambo el nombre de la tribu victoriosa (cada diez tribus aportaban un coro) y el mejor flautista. Es sinónimo de acotación.

### Actualidad
Actualmente, la palabra se utiliza para denominar las acotaciones de una obra de teatro o las instrucciones dadas por el autor o por el director a los intérpretes, siendo también otro de los nombres con que se designa a la cartela o cartucho de las historietas.